# Birds in Row
Birds in Row is een Franse hardcore punkband die in 2009 is opgericht in Laval (Mayenne) en bestaat uit drie leden, "T.", "Q." en "B.". Ze tekenden in 2011 bij Deathwish Inc. en brachten in 2012 hun debuutalbum You, Me & the Violence uit.

## Bezetting
Birds in Row is een driedelige band met een gitarist/zanger, een bassist en een drummer. De gezichten van de leden worden met opzet uitgesneden uit promotiefoto's en muziekvideo's en de oorspronkelijke individuele leden werden meestal alleen genoemd met de initialen van één letter: B, D of T. Birds in Row doet bewust zijn best om als één geheel te verschijnen in plaats van als drie individuen. De band zei: Het gaat niet om sommige individuen, maar om liedjes, ideeën en standpunten die onze drie levens met elkaar gemeen hebben. Omdat we om verschillende redenen om promofoto's zijn gevraagd, hebben we besloten ze zo bij te snijden dat je een band kunt zien. In 2014 onderging de band een bezettingswijziging en werd D vervangen door Q.

## Geschiedenis
Birds in Row werd geformeerd in Laval, Mayenne in 2009. Twee van de leden vormden Birds in Row een week nadat hun vorige band uit elkaar ging en namen hun eerste nummer een week later op. De band koos de naam omdat vogels vrij kunnen rondvliegen. Ze kozen de naam 'Birds in Row' boven 'Birds in a Row', omdat het beter klonk voor de band. Ze kozen er ook voor om in het Engels te zingen omdat ze door de meeste mensen begrepen wilden worden. De eerste publicaties van de band zijn onder meer de twee ep's Rise of the Phoenix uit 2009 en Cottbus uit 2010 bij Vitriol Records. Birds in Row was eind 2011 begonnen met het schrijven van hun debuutalbum. Deathwish Inc. toonde interesse in het opnieuw uitgeven van hun ep Cottbus, maar de band bood het album aan waar ze in die tijd aan hadden gewerkt. De contractering van Birds in Row werd aangekondigd in november 2011 en ze waren klaar met het opnemen van hun debuutalbum tegen januari 2012. Ook in januari 2012 bracht Vitriol de vroege ep's van de band opnieuw uit als de compilatie Collected.
Birds in Row toerde in maart 2012 door de Verenigde Staten met Loma Prieta en in april 2013 met Touché Amoré, Defeater en Code Orange Kids. Een muziekvideo voor het nummer Pilori werd uitgebracht in juni 2012 en hun debuutalbum You, Me & the Violence werd uitgebracht op 4 september 2012. Ook in 2012 toerde de band door Europa met Converge en Rise and Fall in augustus en het Verenigd Koninkrijk in december. In juli 2013 verschenen ze voor het eerst op Fluff Fest in Tsjechië en keerden ze terug in 2015 en 2017. Samen met Glass Cloud en Rebuker opende Birds in Row de Chariot tijdens hun laatste tournee in oktober/november 2013.
In 2014 plaatste de Birds in Row een Facebook-update waarin ze verklaarden dat de band uit elkaar was gegaan, maar ze verwijderden kort daarna de post, nadat dit tot verwarring leidde over de toestand van de band. Ze brachten een vervolgverklaring uit waarin werd uitgelegd dat Birds in Row een aantal veranderingen doormaakte en niet uit elkaar was gegaan. Birds in Row legde later uit dat de band een behoorlijk brute bezettingsverandering doormaakte. De band haalde zowel interesse aan om samen met de nieuwe bezetting te leren spelen als een eerbetoon aan de mensen en labels die hen hielpen om hun succesniveau te bereiken en besloot om een reeks ep's en split publicaties uit te brengen in plaats van een volledig vervolg op You, Me & the Violence. Onder deze publicatie is onder meer de ep Personal War die werd uitgebracht via Deathwish en een split-release met WAITC, ook uit Laval, die wordt uitgebracht via het Franse label Throatruiner Records. De band bracht op 13 juli 2018 hun tweede volledige studioalbum We Already Lost the World uit via Deathwish. Gelijktijdig met de officiële aankondiging van het album in mei 2018, bracht de band online een songtekstvideo uit voor het nummer 15-38. Fred Pessaro van Revolver merkte op dat het nummer een afwijking was van het eerdere materiaal van de band en dat het een langzaam brandend emotioneel aanbod was dat dieper en donkerder wordt naarmate het vordert en uiteindelijk weer overgaat in het soort zwaarlijvigheid waarmee het trio het meest wordt geassocieerd.

## Discografie

### Studioalbums
- 2012: You, Me & the Violence (Deathwish)
- 2018: We Already Lost the World (Deathwish)

### Compilaties
- 2012: Collected (Vitriol)

### Ep's
- 2009: Rise of the Phoenix (Vitriol)
- 2010: Cottbus (Vitriol)
- 2015: Personal War (Deathwish)
- 2015: Birds in Row / WAITC (split met WAITC) (Throatruiner)

### Muziekvideo's
- 2012: Pilori (regie: Mr. Fifi)
- 2015: Weary (regie: Florian Renault)
- 2015: Can't Lie (regie: Mr. Fifi)
- 2018: I Don't Dance (regie: Craig Murray)